# Villars-sous-Dampjoux
Villars-sous-Dampjoux és un municipi francès situat al departament del Doubs i a la regió de Borgonya - Franc Comtat. L'any 2007 tenia 389 habitants.

## Demografia

### Població
El 2007 la població de fet de Villars-sous-Dampjoux era de 389 persones. Hi havia 156 famílies de les quals 38 eren unipersonals (15 homes vivint sols i 23 dones vivint soles), 53 parelles sense fills, 61 parelles amb fills i 4 famílies monoparentals amb fills.
La població ha evolucionat segons el següent gràfic:
Habitants censats

### Habitatges
El 2007 hi havia 186 habitatges, 161 eren l'habitatge principal de la família, 14 eren segones residències i 12 estaven desocupats. 141 eren cases i 46 eren apartaments. Dels 161 habitatges principals, 118 estaven ocupats pels seus propietaris, 38 estaven llogats i ocupats pels llogaters i 5 estaven cedits a títol gratuït; 15 tenien dues cambres, 20 en tenien tres, 36 en tenien quatre i 90 en tenien cinc o més. 131 habitatges disposaven pel capbaix d'una plaça de pàrquing. A 56 habitatges hi havia un automòbil i a 82 n'hi havia dos o més.

### Piràmide de població
La piràmide de població per edats i sexe el 2009 era:
| Homes | Edats   | Dones |
| ----- | ------- | ----- |
| 0     | 95 o +  | 4     |
| 0     | 90 a 94 | 4     |
| 0     | 85 a 89 | 4     |
| 0     | 80 a 84 | 4     |
| 4     | 75 a 79 | 8     |
| 0     | 70 a 74 | 4     |
| 8     | 65 a 69 | 0     |
| 28    | 60 a 64 | 20    |
| 12    | 55 a 59 | 4     |
| 16    | 50 a 54 | 20    |
| 16    | 45 a 49 | 12    |
| 20    | 40 a 44 | 12    |
| 20    | 35 a 39 | 8     |
| 8     | 30 a 34 | 12    |
| 16    | 25 a 29 | 20    |
| 20    | 20 a 24 | 4     |
| 8     | 15 a 19 | 12    |
| 12    | 10 a 14 | 0     |
| 24    | 5 a 9   | 8     |
| 12    | 0 a 4   | 16    |

## Economia
El 2007 la població en edat de treballar era de 265 persones, 194 eren actives i 71 eren inactives. De les 194 persones actives 180 estaven ocupades (103 homes i 77 dones) i 14 estaven aturades (4 homes i 10 dones). De les 71 persones inactives 37 estaven jubilades, 19 estaven estudiant i 15 estaven classificades com a «altres inactius».

### Ingressos
El 2009 a Villars-sous-Dampjoux hi havia 170 unitats fiscals que integraven 419 persones, la mediana anual d'ingressos fiscals per persona era de 18.211 €.

### Activitats econòmiques
Dels 12 establiments que hi havia el 2007, 1 era d'una empresa extractiva, 1 d'una empresa alimentària, 1 d'una empresa de fabricació de material elèctric, 3 d'empreses de construcció, 2 d'empreses de comerç i reparació d'automòbils, 1 d'una empresa de transport, 2 d'empreses d'hostatgeria i restauració i 1 d'una entitat de l'administració pública.
Dels 5 establiments de servei als particulars que hi havia el 2009, 1 era una oficina de correu, 1 guixaire pintor, 1 fusteria i 2 restaurants.
Dels 2 establiments comercials que hi havia el 2009, 1 era una botiga de menys de 120 m² i 1 una fleca.
L'any 2000 a Villars-sous-Dampjoux hi havia 3 explotacions agrícoles.

## Equipaments sanitaris i escolars
El 2009 hi havia una escola elemental.

## Poblacions més properes
El següent diagrama mostra les poblacions més properes.